# Macrocarpaea gran-pajatena
Macrocarpaea gran-pajatena är en gentianaväxtart som beskrevs av Jason Randall Grant. Macrocarpaea gran-pajatena ingår i släktet Macrocarpaea och familjen gentianaväxter. Inga underarter finns listade i Catalogue of Life.